# Clathrinida
Clathrinida is een orde van sponsdieren uit de klasse van de Calcarea (kalksponzen).

## Families
- Clathrinidae Minchin, 1900
- Dendyidae De Laubenfels, 1936
- Leucaltidae Dendy & Row, 1913
- Leucascidae Dendy, 1893
- Leucettidae de Laubenfels, 1936
- Levinellidae Borojevic & Boury-Esnault, 1986

## Geslacht incertae sedis
- Leucomalthe Haeckel, 1872

Er is nog onduidelijkheid over bij welke familie dit geslacht behoort te worden ingedeeld ('incertae sedis').